# 22Rv1
22Rv1 (亦稱CWR-22rv1) 是人類前列腺癌細胞系，最初是分離自嫁接在小鼠體內，並且在其體內繁殖的CWR22R細胞的異種移植物。22Rv1細胞對前列腺特異抗原呈現陽性反應，二羥基睪脂酮輕微刺激着細胞的生長，而表皮生長因子則能刺激細胞生長，但是TGFβ-1不能夠抑制細胞增殖。22Rv1細胞產生高滴度的異嗜性鼠白血病相關病毒 (XMRV)  。

## 外部連結
- Cellosaurus entry for 22Rv1（页面存档备份，存于）